# Мінус
Мі́нус (від лат. minus «менш, менше») — математичний символ у вигляді горизонтальної риски (−).
Знак мінус має три основні сфери застосування в математиці:
1. Оператор віднімання: бінарна операція, щоб вказати операцію віднімання, наприклад, 5 − 3 = 2. Віднімання є зворотним додаванню.
2. Прямо перед числом, коли він не є оператором віднімання, це означає від'ємне число. Наприклад, −5 (від'ємне 5).
3. Унарна операція, який діє як інструкція для заміни операнда як протилежне число. Наприклад, якщо x = 3, тобто −x = −3, але якщо x = −3, тобто −x = 3. Аналогічно, — (−2) дорівнює 2 (є окремим випадком).

## Мінус у друкарстві
Унарний мінус не відбивається від наступного числа. Бінарний мінус однаково відбивається з обох сторін. При розриві рядків унарний мінус не повинен відбиватися від свого аргументу, а у випадку з бінарним мінусом можливий розрив формули по ньому (у вітчизняній типографіці — з повторенням мінуса до і після розриву).
По зображенню мінус повинен мати ті ж пропорції (в ширину), і його центр повинен бути на тій же висоті, як у знака рівності та у плюса {\displaystyle (-7+5=-2).\,} В традиційних вітчизняних шрифтах мінус часто був тотожний з тире, але в нових шрифтах він зазвичай ставиться трохи вище й має менший розмір.

## Мінус у комп'ютерному наборі
Попри відсутність окремих клавіш для мінуса, тире та навіть дефіса, при комп'ютерному наборі тексту замість них ставиться знак мінус‐дефіс (-). У програмуванні ці символи досі не розрізняються (оскільки зазвичай для службових цілей використовуються тільки символи ASCII), але при якісному наборі текстів слід розрізняти дефіс (‐), мінус (−) і тире (середнє «–» або довге «—»).
| Назва в юнікоді | Код в юникоді (шістнадцятковий) | Код в юникоді (десятковий) | Виглядає | Мнемокод в HTML 4 |
| --------------- | ------------------------------- | -------------------------- | -------- | ----------------- |
| MINUS SIGN      | 2212                            | 8722                       | −        | &minus;           |
| HYPHEN-MINUS    | 002D                            | 45                         | -        |                   |